# 費氏海波銀漢魚
費氏海波銀漢魚，為輻鰭魚綱銀漢魚目擬銀漢魚科的其中一種，分布於中美洲墨西哥淡水流域，為熱帶魚類，棲息在底中層水域，生活習性不明。